# Viguen
Vigen ou Viguen (nome verdadeiro Vigen Derderian, em persa: ویگن دردریان; em armênio/arménio:  Վիգէն Տէրտէրեան; 23 de novembro de 1929 - 26 de outubro de 2003), conhecido como "rei do pop iraniano" e "sultão do jazz", era um cantor e ator pop iraniano, conhecido em todo o Oriente Próximo. Cantou em persa e armênio.
Seus talentos musicais e cênicos logo chamaram a atenção de muitos letristas e compositores iranianos de destaque, como Parveez Vakili e Kareem Fakkour, e juntos criaram algumas das músicas mais memoráveis do Irão.

## Biografia
Ele nasceu em uma família iraniano-armênia de oito filhos na cidade de Hamadã a oeste do Irão.
Durante a Segunda Guerra Mundial, a família mudou-se para a cidade de Tabriz, onde nacionalistas azerbaijanos declararam a área como uma república separatista, com a ajuda das forças de ocupação soviéticas. Foi aí que ele comprou sua primeira guitarra de um soldado russo e descobriu sua afinidade pela música americana, italiana e espanhola e adotou muitas dessas melodias para suas músicas com letras persas que se tornaram algumas das mais populares do Irã até hoje.

### Filmografia
| Ano  | Título original     | Tradução                | Refs |
| 1955 | Chaharrah-e Havades | Encruzilhada de eventos |      |
| 1955 | Khoon vai Sharaf    | Sangue e Honra          |      |
| 1959 | Tappe-ye Eshq       | Colina do amor          |      |
| 1965 | Aroos-e Darya       | A noiva do mar          |      |
| 1969 | Atash vai khakestar | Fogo e cinzas           |      |

## Vida pessoal
Com sua primeira esposa, Olga, ele teve três filhas, incluindo a atriz Aylin Vigen (também conhecida como Eileen Vigen ou Ailen Vigen), e os gêmeos Jaklin Munns e Katrin Vigen. Sua segunda esposa se chamava Nadia e com ela teve uma filha chamada Evelyn Vigen e um filho chamado Edwin Derderian. Sua terceira esposa foi Karen Holston Derderian (1951–2015)  e com ela teve uma enteada, Robin Navonne Brakefield.

## Morte
Ele morreu em casa em 26 de outubro de 2003 de câncer e foi enterrado no cemitério Pierce Brothers Valley Oaks, em Westlake Village, Califórnia.